# Colômbia (São Paulo)
Colômbia é um município brasileiro do interior do estado de São Paulo. Sua população estimada em 2024 era de 6.781 habitantes. O município é formado pela sede e pelo distrito de Laranjeiras.

## História
Sua emancipação política deu-se em 18 de fevereiro de 1959, quando foi transformado em município através da Lei Estadual nº.5.285. Seu primeiro prefeito foi o fazendeiro local Júlio Rodrigues de Paula pelo partido MDB, consumando assim a municipalização.

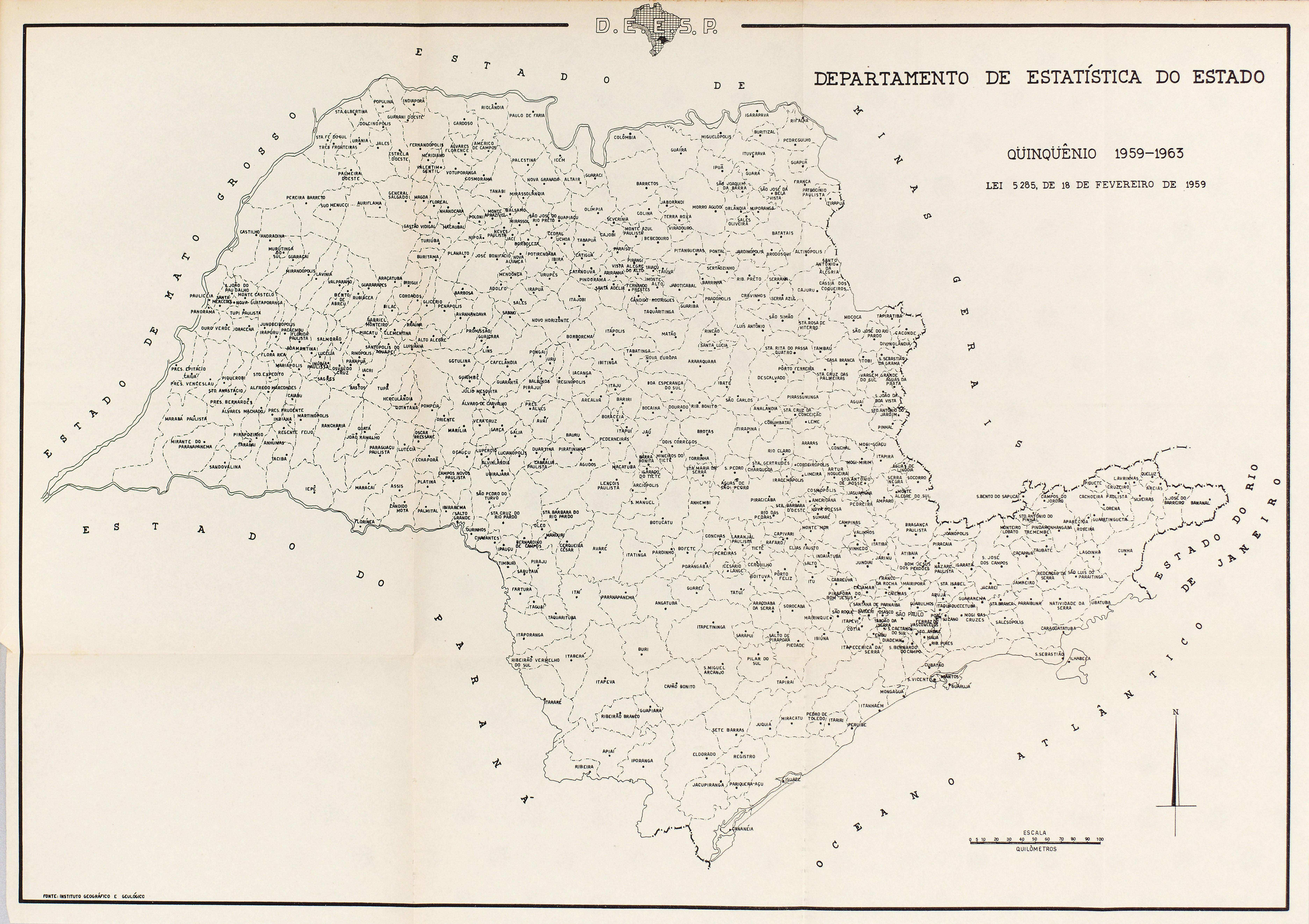
Estado de São Paulo (1959).

## Geografia
Localiza-se a uma latitude 20º10'33" sul e a uma longitude 48º41'20" oeste, estando a uma altitude de 492 metros. Possui uma área de 729,2 km².

### Hidrografia
- Rio Grande
- Rio Pardo
- Rio Velho

### Rodovias
- SP-326

### Ferrovias
- Linha Tronco da antiga Companhia Paulista de Estradas de Ferro [7]

## Demografia

### População
| Crescimento populacional                             | Crescimento populacional | Crescimento populacional | Crescimento populacional |
| Ano                                                  | População Total          |                          | %±                       |
| ---------------------------------------------------- | ------------------------ | ------------------------ | ------------------------ |
| 1960                                                 | 5 149                    |                          | —                        |
| 1970                                                 | 4 224                    |                          | −18,0%                   |
| 1980                                                 | 3 372                    |                          | −20,2%                   |
| 1991                                                 | 5 282                    |                          | 56,6%                    |
| 2000                                                 | 5 954                    |                          | 12,7%                    |
| 2010                                                 | 5 994                    |                          | 0,7%                     |
| 2022                                                 | 6 629                    |                          | 10,6%                    |
| Est. 2024                                            | 6 781                    | [ 8 ]                    | 2,3%                     |
| Fontes: Censos Demográficos IBGE e Estimativas SEADE |                          |                          |                          |

### Dados demográficos
Dados do Censo - 2010
População Total: 5.994
População estimada em 2014: 6.203
- Urbana: 4.332
- Rural: 1.662
- Homens: 3.066
- Mulheres: 2.928
- Densidade demográfica (hab./km²): 8,22
- Expectativa de vida (anos): 69,95
- Taxa de fecundidade (filhos por mulher): 2,42
- Taxa de Alfabetização: 87,62%
- Índice de Desenvolvimento Humano (IDH-M): 0,763
- IDH-M Renda: 0,699
- IDH-M Longevidade: 0,749
- IDH-M Educação: 0,842

(Fonte: IPEADATA)

## Política e administração
- Prefeito: Júlio César dos Santos (PTB) (2021/2024)
- Vice-prefeita: Eloisa Monteiro Prado Custódio
- Presidente da Câmara: Adelmo Nozaki (2019/2020)

## Infraestrutura

### Comunicações
O sistema de telefones automáticos foi inaugurado na cidade pela Companhia de Telecomunicações do Brasil Central (CTBC), que também implantou o sistema de discagem direta à distância (DDD) em 1986 com o código de área (0173).
Na década de 90 o código DDD da cidade foi alterado para (017), para padronização do sistema telefônico com a telefonia celular que estava sendo implantada em todo o estado.

## Cultura e lazer

### Esportes
Entre os times locais, o Colômbia Futebol Clube, cuja sede fica na Wenceslau Braz, é o que mais se destaca.[carece de fontes?]

## Religião
O Cristianismo se faz presente na cidade da seguinte forma:
Igreja Católica 
| Diocese             | Paróquia               |
| ------------------- | ---------------------- |
| Diocese de Barretos | Nossa Senhora do Carmo |

A Paróquia Nossa Senhora do Carmo foi criada no ano de 1979.

### Igrejas Evangélicas
Entre as igrejas protestantes históricas, pentecostais e neopentecostais, encontram-se na cidade:
- Assembleia de Deus Ministério do Belém.[18][19]
- Congregação Cristã no Brasil.[20]